# Доходный дом М. В. Воейковой
Доходный дом М. В. Воейковой — памятник архитектуры. Расположен в Центральном районе Санкт-Петербурга, современный адрес дома — Невский проспект, 72.

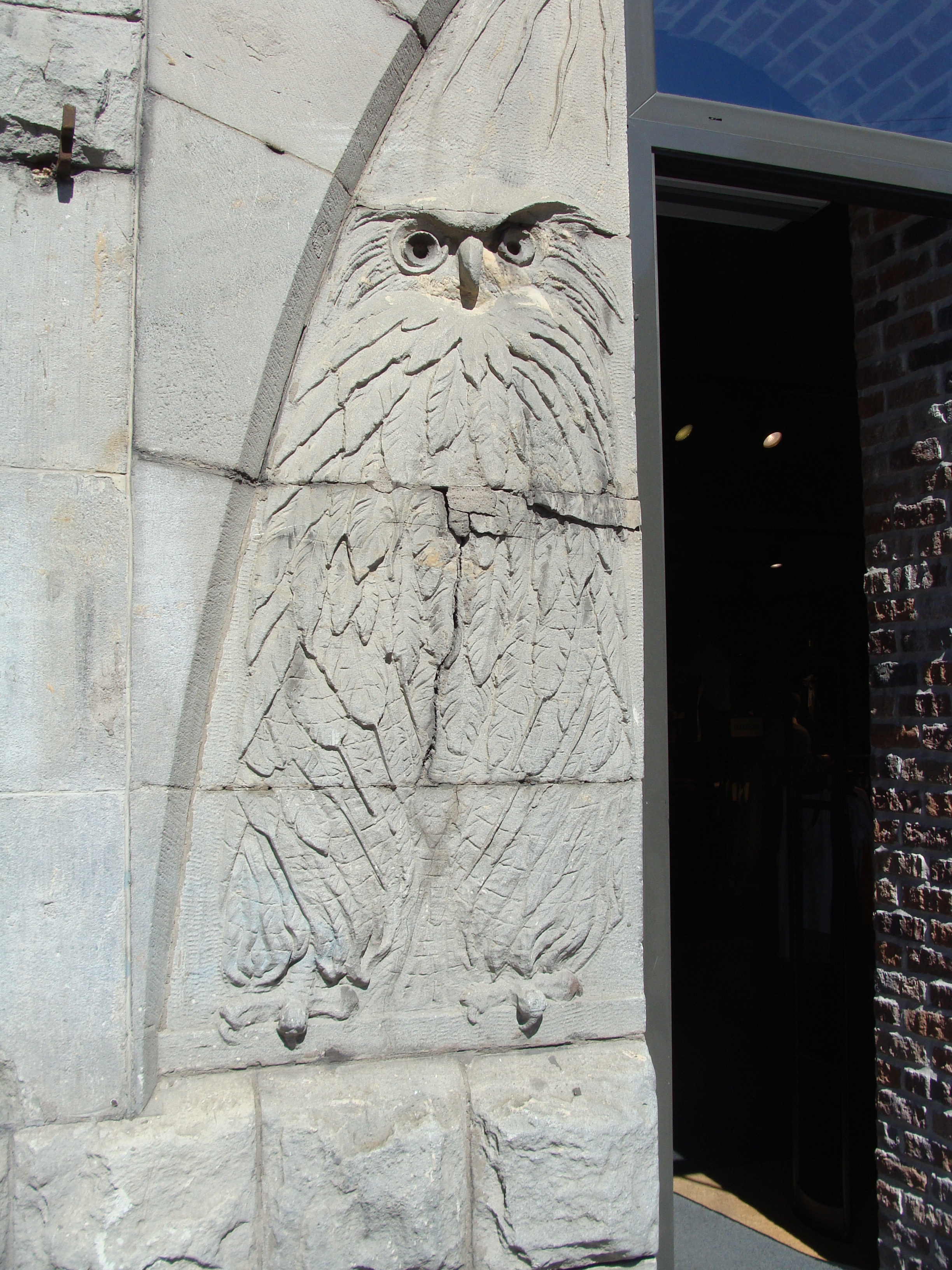
Филин

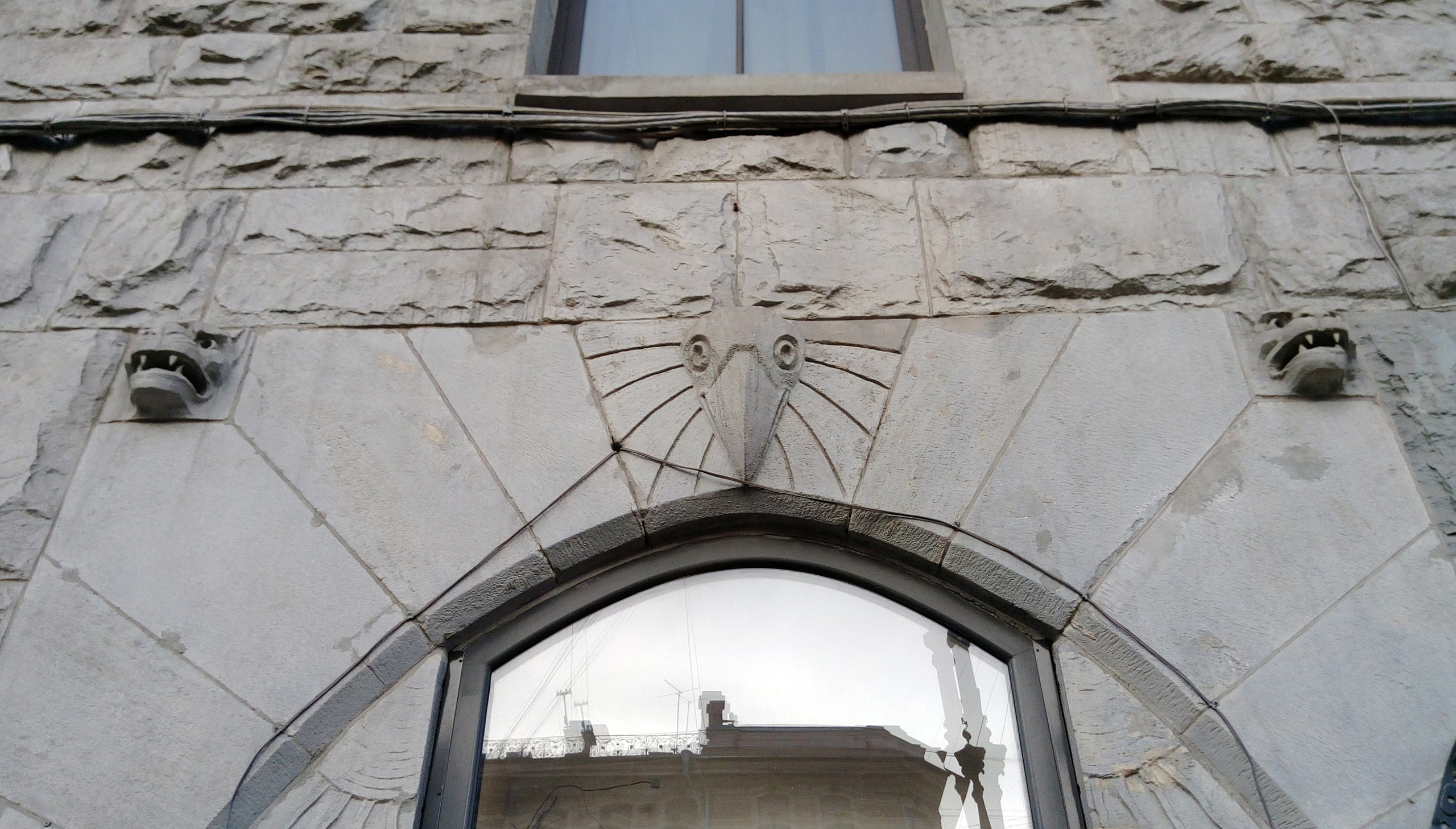
Хищная птица

Первый дом на участке был построен неизвестным архитектором в конце XVIII — начале XIX века (дом Протасовых), надстроен третьим этажом в 1841 году Александром Павловичем Максимовым (дом Бахметовой), в 1855—1856 годах Алексей Максимович Горностаев сделал домовую церковь.
Здание надстроено 5-6 этажом и перестроено для М. В. Воейковой Симой Минашем (по одной из версий, архитектор переработал ранее представленный проект С. А. Моравицкого), тогда же во дворе был создан кинотеатр.
По центральной оси в целом спокойно выглядящий каменный фасад «разламывается» контрастным трёхгранным стеклянным эркером. Витрины первого этажа также объёмные, их перекрытие, двутавровые балки, обнажено. Нижний ярус облицован талькохлоритом скальной и гладкой фактуры и играет роль цоколя. Последний этаж заглублён, но центральная часть выделена выступом с изогнутыми боковыми стенками, фронтоном и полукруглым окном. На верхнем этаже и лестнице со стороны двора окна шестиугольные, обрамления входов украшены рельефами — натуралистичными взъерошенными филинами слева и условными хищными птицами, переходящими в узор, справа. Здание ранее было поверху украшено лепниной, мезонин украшали женские фигуры, от которых остались овальные венки и панно с лебедями. Межэтажные пояса эркера украшены майоликой с цветами.
Здание количеством осей, облицовкой нижних этажей, отступом последнего этажа, рельефом и эркером напоминает дом по Социалистической улице, 14, также оно близко дому А. Ф. Бубыря на Стремянной улице, 11, доходному дому К. И. Волькенштейн на улице Ленина, 33.
Г. К. Лукомский отзывался о здании как о «чухонском модерне, украшенном какими-то головами леших… возмутительной безвкусице … испортившей вид Невского проспекта».
В 1910—1920-е годы в квартире на шестом этаже находилось ателье фотохудожника М. С. Наппельбаума, позднее его дочери Ида и Фредерика устраивали в квартире литературные «понедельники» с угощением чаем, бутербродами и пирожными, на которые ходили А. Ахматова, М. Зощенко, Ю. Тынянов, Е. Шварц, О. Мандельштам, Н. Гумилев и другие.
Двухзальный кинотеатр изначально назывался «Мастер-театр», потом — «Кристалл-Палас» и «Квисисана». В 1920-х годах помещения занимал «Свободный театр», с 8 ноября 1928 года — Дом кино Союза работников кинематографии (и Клуб кинематографистов; до 1960-х годов), с 5 октября 1929 года — первый советский кинотеатр с отечественной аппаратурой системы А. Ф. Шорина (звуковое кино). Далее в помещении был просветительский кинотеатр «Знание», в 1997 году кинотеатру было возвращено название «Кристалл-Палас».
В 1910-х годах в доме были 3-е Санкт-Петербургское общество взаимного кредита, зубоврачебная школа и лечебница, фотография А. Лежонова, магазин роялей и пианино К. И. Бернгарда и прочие торговые заведения.
Перед 1917 годом здание и участок принадлежали присяжному поверенному М. С. Залшупину.
После революции в доме сделали редакцию эсерской газеты «Дело народа», с 1920-х годов открыли антикварно-букинистический магазин.
Кроме того, в доме работали популярные кондитерский магазин «Мечта» и магазин «Книги. Открытки», потом — прочие магазины и кафе. В доме размещено представительство газеты «Аргументы и факты» и ряд иных фирм.